# Sófrosyné
Sófrosyné (slovo pochází z řeckého slova σωφροσύνη) je starověký řecký mytologicko-filosofický pojem, který se dnes v zjednodušené formě do češtiny překládá jako střízlivost, střídmost, umírněnost, uměřenost, zdrženlivost, uvážlivost, prozíravost, sebekontrola, sebeovládání nebo také jako rozumnost.

## Starořecká mytologie
V původní starořecké mytologii šlo o řeckého bůžka (ducha nebo démona), který sídlil s ostatními
řeckými bohy na Olympu. Řečtí bohové prý mohli podle svého vlastního uvážení obdařit každého lidského jednotlivce ctností životní vyrovnanosti a harmonie spojenou se střídmostí, uvážlivosti a sebeovládáním, která byla s tímto božstvem spojována.

## Starořecká filosofie
V pozdější filosofické rovině šlo ale o dosti složitou myšlenkovou konstrukci, která měla svůj hlubší komplexní význam,
který je dnes do většiny současných moderních jazyků jen velmi obtížně přeložitelný. Šlo o sofistikovaně ušlechtilý
antický ideál, jenž prezentoval určitou idealizovanou představu harmonického života každého jednotlivce spojenou se životní moudrostí a sebeovládáním (sebekontrolou). Šlo o ideál dokonalosti lidského charakteru spojeného se zdravým myšlením, který se vyskytuje v dokonale harmonicky vyvážené podobě v nějakém lidském jedinci. Při úvahách o sófrosyné byly klíčovými pojmy mez a rovnováha; sófrosyné tedy znamenala umění vyhýbat se excesům a jednostrannostem.
Myšlenka byla dosti podobná některým ideálům známým například i z Konfuciových spisů a východních myšlenek obsažených v hinduismu, buddhismu a taoismu.
U starořeckých řeckých stoiků pak představovala sófrosyné jednu z vůbec nejdůležitějších lidských ctností společně s odvahou, opatrností a spravedlností. S ideálem sófrosyné pak také souviselo i známé latinské rčení:
"Mens Sana in corpore sano" - česky "Ve zdravém těle zdravý duch".
Pojem sófrosyné se běžně vyskytuje jak ve starořeckých filosofických spisech, tak i v literatuře (např. u Homéra).
Z filosofických spisů jsou patrně vůbec nejznámější Platónovy dialogy. Pojem ale užíval i Pythagoras, kde je tímto pojem spojována právě myšlenka životní harmonie.
Jak opak pojmu sófrosyné je uváděna arogance.

## Křesťanský pojem
Pojem později převzala i raná východokřesťanská teologie, kde ale došlo k výraznému významovému posunu jeho původního významu.
Zde tento pojem představuje čistotu a panenství (Evangelium podle Matouše). Za příklad byla v tomto smyslu dávána například řecká novoplatonská filosofka Hypatia z Alexandrie.